# Alex Brown

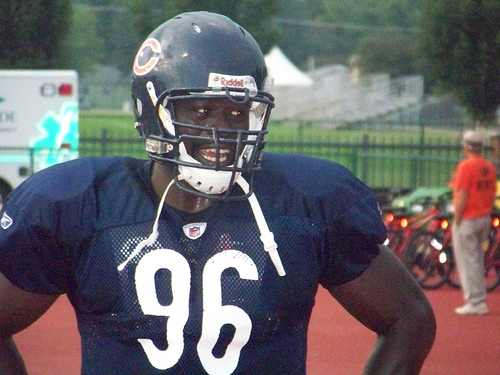
Alex Brown, 2008.

Alex James Brown, född 4 juni 1979 i Jasper i Florida, är en amerikansk utövare av amerikansk fotboll (defensive end) som spelade i NFL 2002–2010, först åtta säsonger i Chicago Bears och sedan en säsong i New Orleans Saints.
Brown gick i Hamilton County High School i Jasper och spelade sedan på collegenivå för University of Florida. År 2002 draftades han i fjärde omgången av Chicago Bears.